# Kerugoya
Kerugoya ist eine Stadt in Kenia. Sie ist die Hauptstadt des Kirinyaga Countys.

## Lage
Keruyoga befindet sich 10 Kilometer östlich von Karatina und 40 Kilometer westlich von Embu an der Verbindungsstraße C 74 von Karatina und Kutus. Die Grenze zum Mount-Kenya-Nationalpark im Norden ist etwa 7 km entfernt.

## Politische Gliederung
Kerugoya bildet eine gemeinsame Verwaltungseinheit mit der Gemeinde Kutus mit dem Namen „Gemeinde Kerugoya/Kutus“. In der Gemeinde leben laut Volkszählung 1999 39.441 Einwohner. Die Gemeinde hat sechs Distrikte: Kerugoya-Zentrum, Kerugoya-Nord, Kerugoya-Süd, Kutus-Süd, Kutus-Zentrum und Nduini. Die meisten dieser Distrikte gehören zum Kerugoya/Kutus-Wahlbezirk. Kerugoya ist ebenfalls Sitz der Central Division des Kirinyaga Districts.

## Schulen
- Kerugoya Schule für Gehörlose[1][2]
- Kerugoya Mädchengymnasium[3]
- Kerugoya Guter Hirte Akademie
- St. Joseph Academy